# Curling-Europameisterschaft 2016
Die Curling-Europameisterschaft 2016 der Männer und Frauen fand vom 18. bis 26. November in Renfrewshire in Schottland statt. Titelverteidiger bei den Männern waren Schweden und bei den Frauen Russland.
Bei den Männern hat das Team Schweden um den Skip Niklas Edin die Europameisterschaft gewonnen. Zweiter wurde das Team der Norweger vor der Schweiz.
Bei den Frauen gewann Russland um Skip Wiktorija Moissejewa vor Schweden und Schottland.

## Turnier der Männer

### Teilnehmer
| Dänemark | Deutschland | Finnland | Italien | Norwegen |
| --- | --- | --- | --- | --- |
| Skip: Rasmus Stjerne Third: Johnny Frederiksen Second: Mikkel Poulsen Lead: Troels Harry Alternate: Oliver Dupont        | Fourth: Alexander Baumann Third: Manuel Walter Second: Daniel Herberg Skip: Andreas Kapp Alternate: Ryan Sherrard    | Skip: Aku Kauste Third: Kasper Hakunti Second: Pauli Jäämies Lead: Janne Pitko Alternate: Jere Sullanmaa            | Skip: Joël Retornaz Third: Amos Mosaner Second: Andrea Pilzer Lead: Daniele Ferrazza Alternate: Fabio Ribotta  | Skip: Thomas Ulsrud Third: Torger Nergård Second: Christoffer Svae Lead: Håvard Vad Petersson Alternate: Sander Rølvåg |
| Österreich | Russland | Schottland | Schweden | Schweiz |
| Skip: Sebastian Wunderer Third: Mathias Genner Second: Martin Reichel Lead: Philipp Nothegger Alternate: Markus Forejtek | Skip: Alexei Timofejew Third: Alexei Stukalski Second: Timur Gadschichanow Lead: Artur Ali Alternate: Artur Razhabov | Skip: Tom Brewster Third: Glen Muirhead Second: Ross Paterson Lead: Hammy McMillan junior Alternate: Duncan Menzies | Skip: Niklas Edin Third: Oskar Eriksson Second: Rasmus Wranå Lead: Christoffer Sundgren Alternate: Henrik Leek | Fourth: Benoît Schwarz Third: Claudio Pätz Skip: Peter de Cruz Lead: Valentin Tanner Alternate: Reto Gribi             |

### Round Robin

#### Tabelle
| Schlüssel | Schlüssel                           |
| --------- | ----------------------------------- |
|           | Teams für die Playoffs Qualifiziert |
|           | Teams spielen Tiebreaker            |
|           | Teams steigen in Gruppe B ab        |

| Platz | Team        | Spiele | Siege | Ndlg. |
| ----- | ----------- | ------ | ----- | ----- |
| 01.   | Schweden    | 9      | 8     | 1     |
| 02.   | Norwegen    | 9      | 6     | 3     |
| 03.   | Schweiz     | 9      | 6     | 3     |
| 04.   | Russland    | 9      | 6     | 3     |
| 05.   | Deutschland | 9      | 4     | 5     |
| 06.   | Schottland  | 9      | 4     | 5     |
| 07.   | Italien     | 9      | 3     | 6     |
| 08.   | Österreich  | 9      | 3     | 6     |
| 09.   | Finnland    | 9      | 3     | 6     |
| 10.   | Dänemark    | 9      | 2     | 7     |

## Turnier der Frauen

### Teilnehmer
| Dänemark | Deutschland | Finnland | Italien | Norwegen |
| --- | --- | --- | --- | --- |
| Skip: Lene Nielsen Third: Madeleine Dupont Second: Stephenie Risdal Nielsen Lead: Charlotte Clemmensen Alternate: Denise Dupont | Skip: Daniela Jentsch Third: Analena Jentsch Second: Josephine Obermann Lead: Pia-Lisa Schöll Alternate: Marika Trettin | Skip: Anne Malmi Third: Tiina Suuripaa Second: Tuire Autio Lead: Lotta Immonen Alternate: Eszter Juhasz             | Skip: Federica Apollonio Third: Giorgia Apollonio Second: Stefania Menardi Lead: Claudia Alvera Alternate: Chiara Olivieri | Skip: Kristin Skaslien Third: Anneline Skårsmoen Second: Julie Kjær Molnar Lead: Kristine Davanger                     |
| Russland | Schottland | Schweiz | Schweden | Tschechien |
| Skip: Wiktorija Moissejewa Third: Uljana Wassiljewa Second: Galina Arsenkina Lead: Julija Gusijowa Alternate: Julija Portunowa  | Skip: Eve Muirhead Third: Anna Sloan Second: Vicki Adams Lead: Lauren Gray Alternate: Kelly Schafer                     | Skip: Binia Feltscher Third: Irene Schori Second: Franziska Kaufmann Lead: Christine Urech Alternate: Carole Howald | Skip: Anna Hasselborg Third: Sara McManus Second: Agnes Knochenhauer Lead: Sofia Mabergs Alternate: Maria Prytz            | Skip: Anna Kubešková Third: Alžběta Baudyšová Second: Tereza Plíšková Lead: Klára Svatoňová Alternate: Ezhen Kolčevská |

### Round Robin

#### Tabelle
| Schlüssel | Schlüssel                           |
| --------- | ----------------------------------- |
|           | Teams für die Playoffs Qualifiziert |
|           | Teams spielen Tiebreaker            |
|           | Teams steigen in Gruppe B ab        |

| Platz | Team        | Spiele | Siege | Ndlg. |
| ----- | ----------- | ------ | ----- | ----- |
| 01.   | Schottland  | 9      | 9     | 0     |
| 02.   | Schweden    | 9      | 8     | 1     |
| 03.   | Tschechien  | 9      | 6     | 3     |
| 04.   | Russland    | 9      | 6     | 3     |
| 05.   | Dänemark    | 9      | 4     | 5     |
| 06.   | Schweiz     | 9      | 4     | 5     |
| 07.   | Deutschland | 9      | 4     | 5     |
| 08.   | Italien     | 9      | 2     | 7     |
| 09.   | Norwegen    | 9      | 1     | 8     |
| 10.   | Finnland    | 9      | 1     | 8     |